# Frans Mohede
Francois Henry Willem Mohede (n. Yakarta; 6 de febrero de 1976), conocido artísticamente como Frans Mohede, es un actor, cantante e instructor de Muay Thai indonesio. Su esposa es la actriz, cantante y modelo Amara.

## Biografía
Frans Mohede nació el 6 de febrero de 1976 en Yakarta, su familia pertenece a la etnia de los sangiovese de las Islas Molucas. En 1996 fundó con sus amigos dedicados a la música, su esposa actual Amara y Arie Widiawan, el grupo musical de género pop llamado Lingua. Durante su carrera debutó como actor actuando en varias series de televisión junto con su esposa después de 1999. También es deportista, un experto en artes marciales, en la que inauguró su gimnasio en el 2007 en Yakarta, el primer centro de entrenamiento de Muay Thai en su país Indonesia. Desde 2013, fue declarado presidente de la MPI (Muay-Thai Profesional de Indonesia). En diciembre del 2014, Frans Mohede con su esposa, también inauguraron un segundo centro de formación en la ciudad de Bali, con el fin de seguir promoviendo el deporte en todo su país.

## Discografía

### Álbum de estudio
- Bila Kuingat (1996)
- Jangan Kau Henti (1997)
- Bintang (1998)
- Takan Habis Cintaku (1998)
- Aku (1999)
- Bintang (remix) (1999)
- Good Time (feat. Coboy) (2015)

### Singles
- Syukur (2005)
- Indonesia Raya (2005)

## Filmografía
- Orde Cinta
- Misi: 1511
- Hadiah Terindah
- Bukan Pilihan

## Soprano en ópera
- Mahligai Diatas Pasir
- Cinta Tak Pernah Salah
- Bukan Impian Semusim
- Kembali Ke Fitri
- Petualangan Intan & Oddi
- Nyonya-Nyonya Sosialita